# Gallitzinberg
Der Gallitzinberg, Wilhelminenberg oder Predigtstuhl, umgangssprachlich Galiziberg (betont auf dem ersten i), ist ein Berg im Westen von Wien-Ottakring mit, je nach Auslegung (mit oder ohne Standort der Jubiläumswarte als Gipfel), 388 oder 449 Meter Höhe, der großteils im Gebiet dieses Wiener Gemeindebezirkes liegt. Weiters haben die Wiener Bezirke Hernals (im Bereich der Eselstiege und des KGV Predigtstuhl) und Penzing Anteil am Berg.

## Name
Benannt ist der Gallitzinberg, vormals Predigtstuhl, nach dem russischen Botschafter in Wien, Demetrius Michailowitsch Gallitzin, der in den 1780er Jahren weite Besitzungen hier erwarb.
Die Bezeichnung Wilhelminenberg stammt von der späteren Besitzerin, Wilhelmine Montléart-Sachsen-Kurland (Stiefschwiegertochter von Maria Christina von Sachsen-Kurland), einer Mäzenin in Ottakring (vgl. Wilhelminenspital). Da dem Wunsch des Fürsten nach Umbenennung von Gallitzinberg auf Wilhelminenberg amtlicherseits nicht entsprochen wurde, ließ er Tafeln mit der Aufschrift „Wilhelminenberg“ anbringen und erreichte somit eine indirekte Namensänderung. Es wurden sogar Zeitungsmeldungen initiiert, um diese Umbenennung durchzusetzen.
Heute werden alle drei Ortsbezeichnungen oft nebeneinander verwendet, selbst alteingesessene Ottakringer und gründliche Heimatforscher können den Unterschied zwischen „Predigtstuhl“, „Gallitzinberg“ und „Wilhelminenberg“ nicht genau definieren. Zumindest als Namensgeber eines drei Zählsprengel umfassenden statistischen Zählbezirks führt der Berg heute amtlicherseits die Bezeichnung Wilhelminenberg. Folgende Straßenzüge umgrenzen den Berg im Wesentlichen: Andergasse, Braungasse, Sandleitengasse, Steinhofstraße, heute Johann-Staud-Straße. Manche sehen im Liebhartstal, durch das der Ottakringerbach fließt und die Liebhartstalstraße führt, eine Trennlinie und bezeichnen nur den südlich des Liebhartstals gelegenen Teil des Bergmassivs als Gallitzinberg, den nördlich gelegenen Teil als Wilhelminenberg; der Straßenzug Baumeistergasse / Otto-Hölzl-Weg markiert den Übergang vom Wilhelminenberg zum Predigtstuhl (wo sich u. a. eine so benannte Straße und eine große Kleingartenanlage mit weit über zweihundert Parzellen befindet, die diesen Namen trägt). Die Ortsbezeichnungen „Predigtstuhl“, „Wilhelminenberg“ und „Gallitzinberg“ werden häufig in Zusammenhang mit der Präposition „am“ verwendet und bezeichnen dann den nach Osten, zur Stadt Wien hin, abfallenden Hang des Berges.

## Geographie, Entwicklungsgeschichte und wichtige Gebäude
Der Berg liegt in einem nordöstlichen Ausläufer der Ostalpen und ist geologisch der Flyschzone zugehörig, die aus Quarz- und Kalksandstein, Mergel und anderen Sedimenten zusammengesetzt ist. Er wird von einer ausgedehnten Laubwaldzone dominiert. Lange Zeit gehörte der Berg teils Adeligen, wie dem Baron von Langendonk, dem Fürsten Gallitzin, den Fürsten Montléart-Sachsen-Kurland oder dem Erzherzog Leopold Salvator von Österreich-Toskana, teils Altottakringer Weinbauernfamilien, teils Klöstern, wie dem Stift Klosterneuburg oder dem Schottenstift. Der Osthang ist mittlerweile locker bebaut und mit vielen cottageartigen Villen eine der gefragtesten und teuersten Wohnlagen Wiens; die Anlage des Villenviertels am Berg begann in den 1870er Jahren. Am Berg befinden sich das Schloss Wilhelminenberg, das Forschungsinstitut für Wildtierkunde und Ökologie, die Kuffner-Sternwarte, die Starchant-Kirche, ein Kloster der Benediktinerinnen in der Liebhartstalstraße, das Hotel Gallitzinberg, am Fuß des Berges der Ottakringer Friedhof und das Wilhelminenspital.
Am Gipfel steht die Jubiläumswarte auf 449 Meter Seehöhe. Dieser bekannte Aussichtsturm hat eine Höhe von 30 Metern, dessen oberste Plattform somit eine Höhe von circa 480 Metern Seehöhe aufweist. Im Zweiten Weltkrieg lag hier – im Bereich der Vogeltennwiese bei der Jubiläumswarte – der Gaugefechtsstand Wien („Schirachbunker“).
Die letzten Weingärten Ottakrings befinden sich am Berg beim Schloss Wilhelminenberg und an der Grenze zu Penzing bei der Johann-Staud-Straße. Drei Bäche entspringen am Gallitzinberg, der heute weitgehend kanalisierte Ottakringerbach, der im Laufe der Zeit das Liebhartstal eingeschnitten hat, der Richtung Süden fließende Rosenbach und der Rotherdbach (Rotherdbachtal zwischen Winterrotherd und Sommerrotherd), über dem heute die Baumeistergasse verläuft. Bei einigen Liegenschaften ist für den eingewölbten Bach noch ein Bachservitut für die Gemeinde Wien im Grundbuch eingetragen.
Der österreichische Maler Oskar Kokoschka erwarb in den 1920er Jahren eine bis heute im Eigentum der Familie Kokoschka stehende Villa im Bauhaus-Stil unterhalb vom Schloss Wilhelminenberg, in der er viele Jahre lebte. Im Schloss Wilhelminenberg war von 1934 bis 1938 der Sitz der Wiener Sängerknaben.

## Bilder

Panoramablick auf Wien

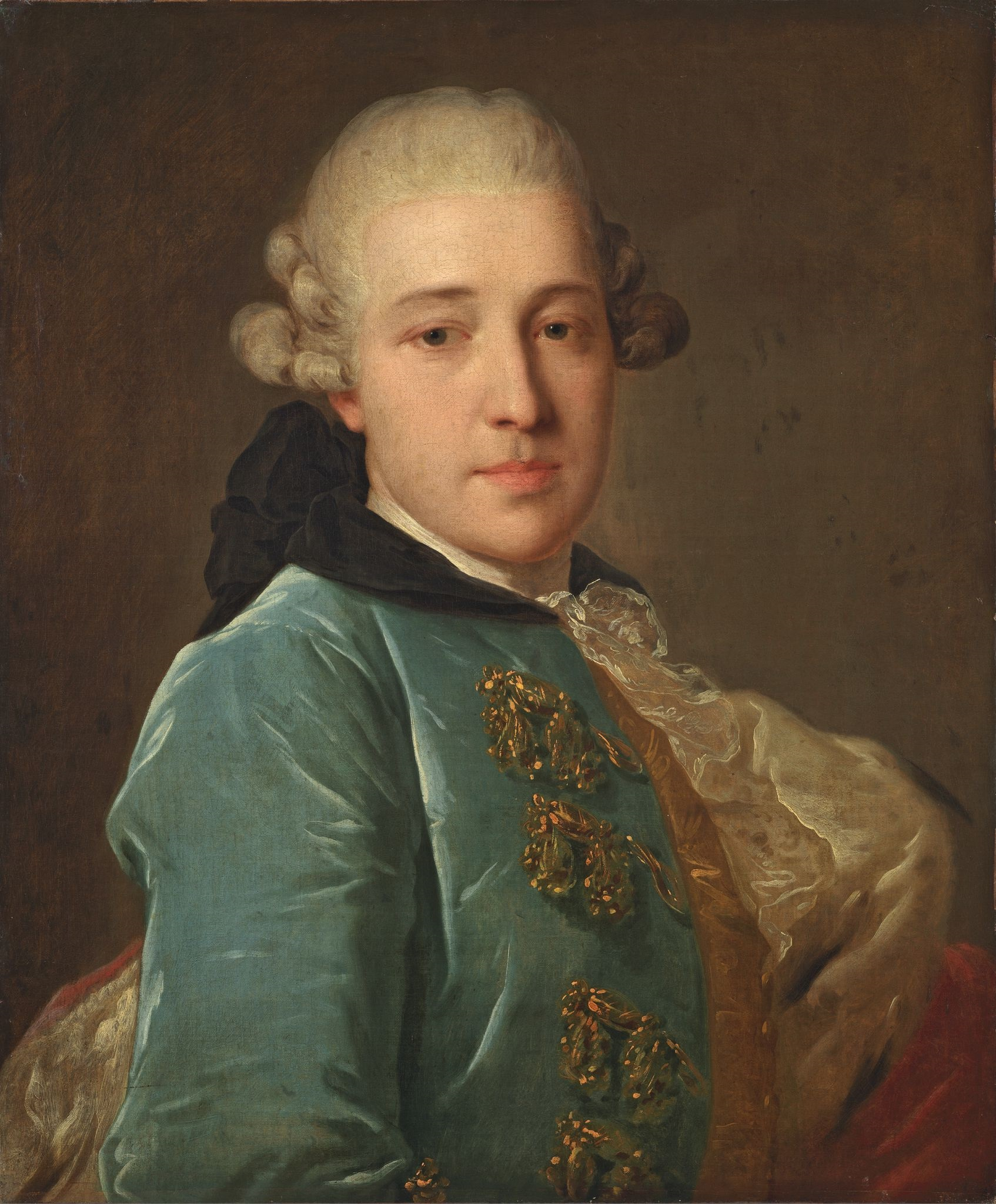
Fürst Gallitzin
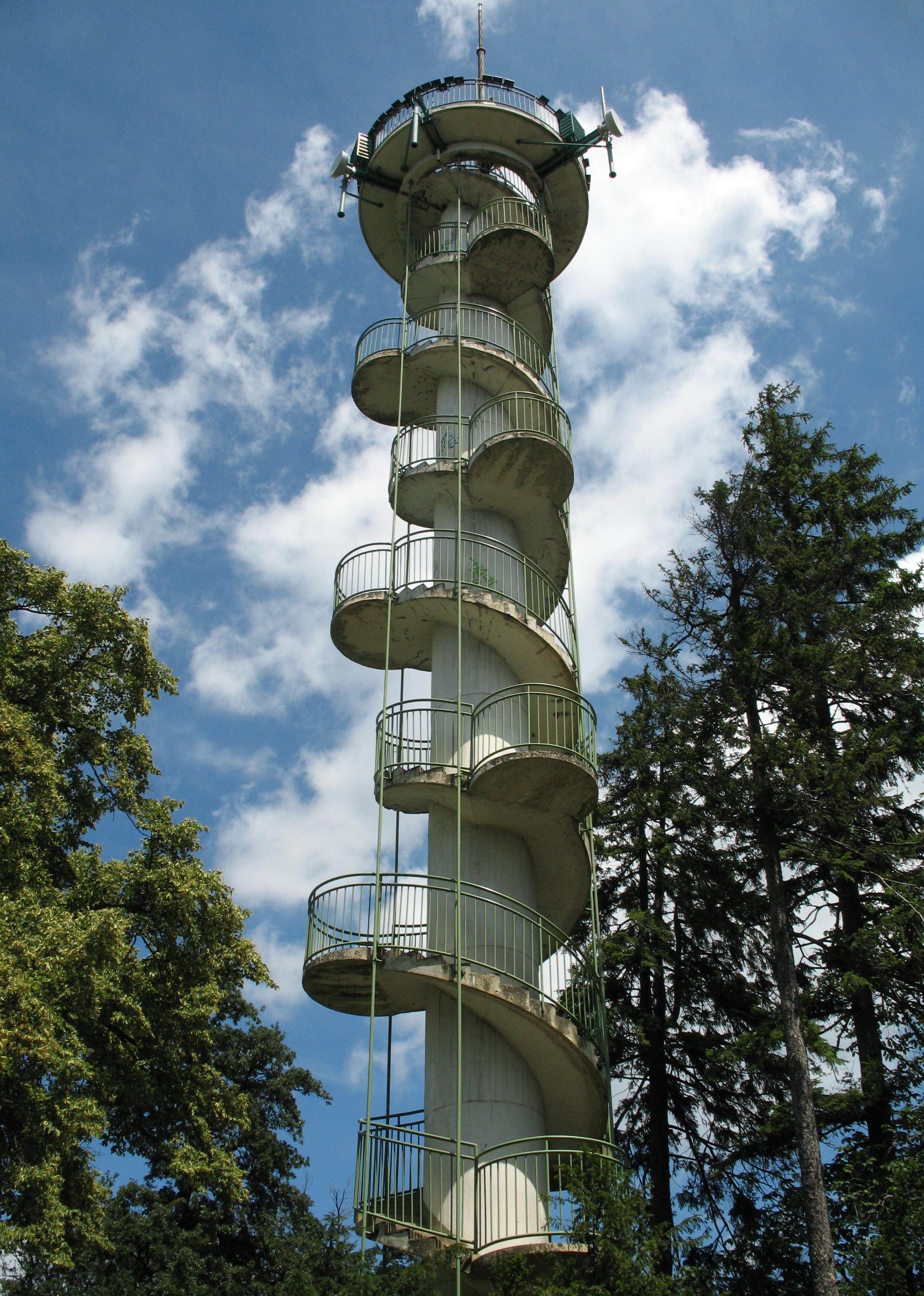
Jubiläumswarte
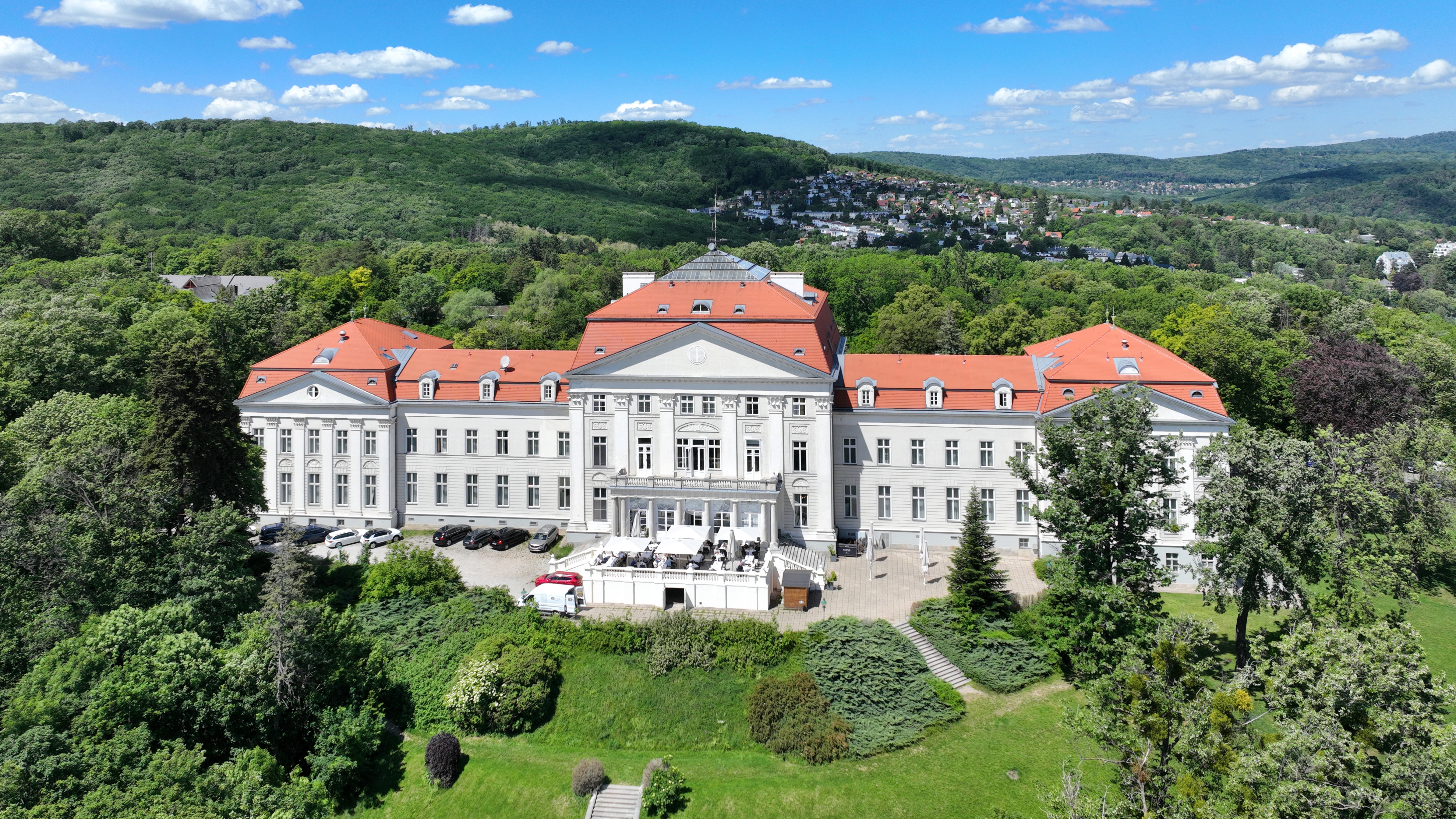
Schloss Wilhelminenberg auf dem Gallitzinberg
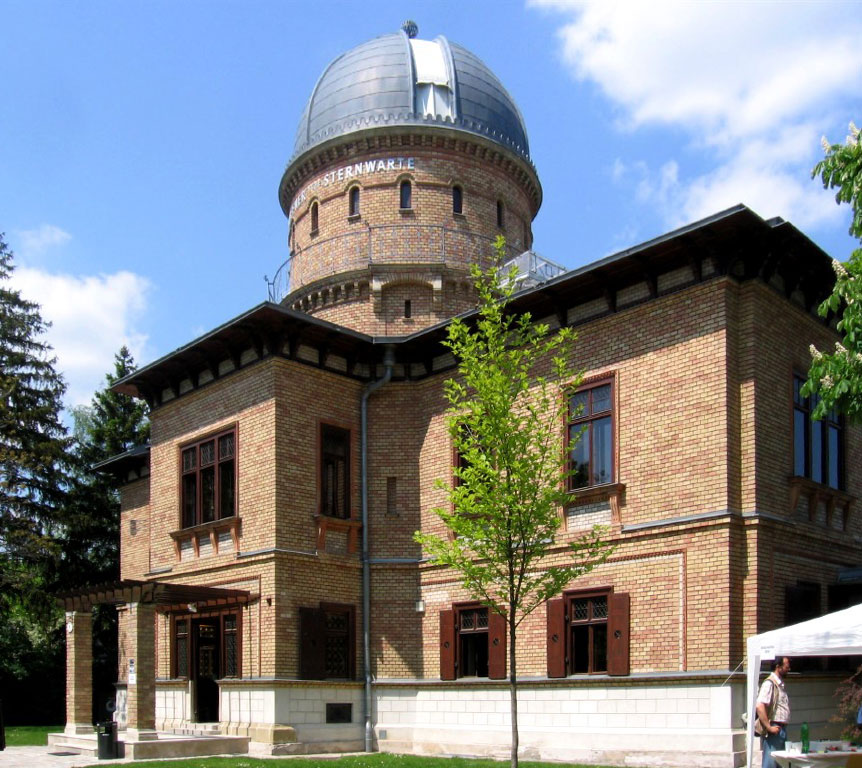
Kuffner-Sternwarte
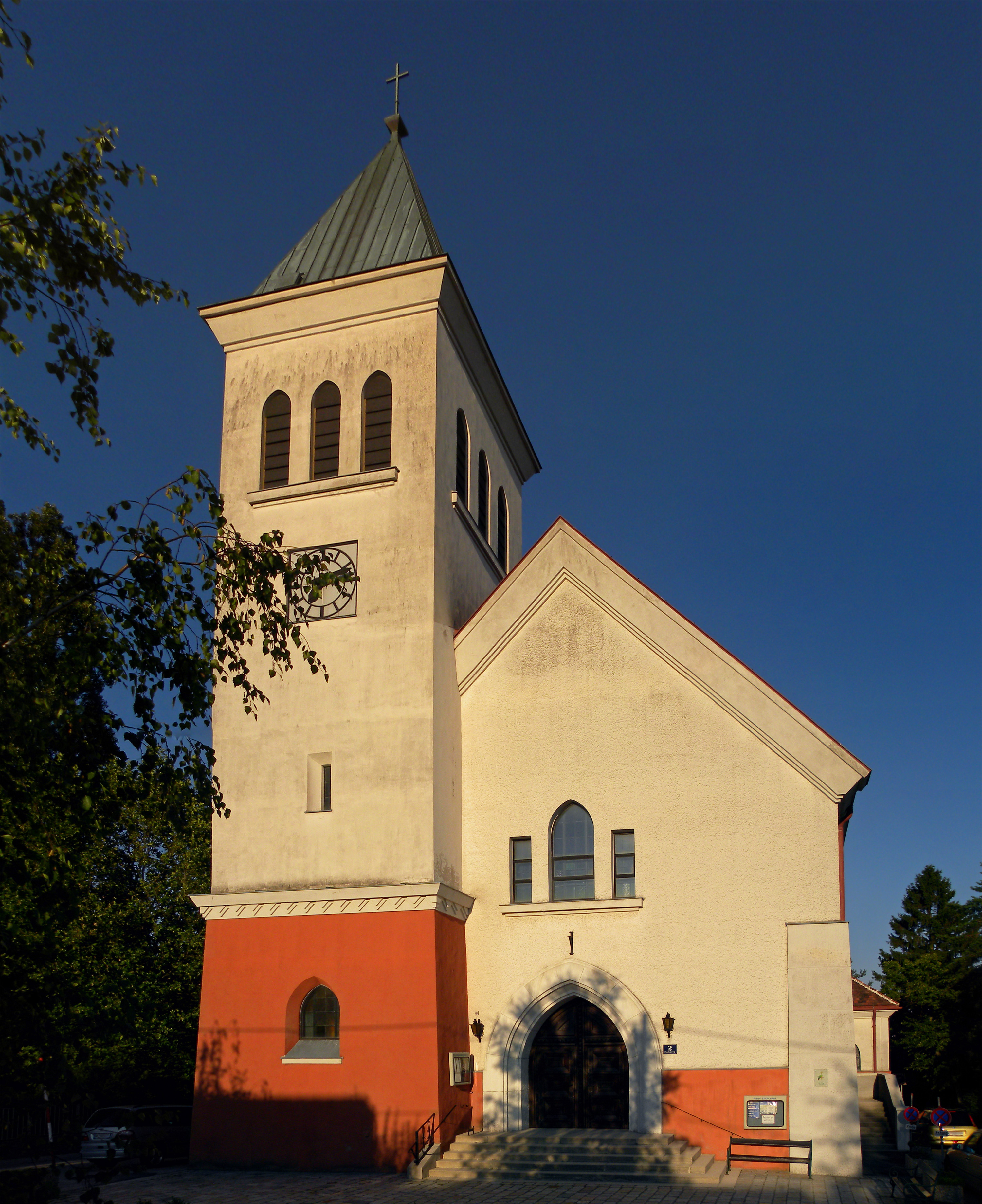
Starchant-Kirche
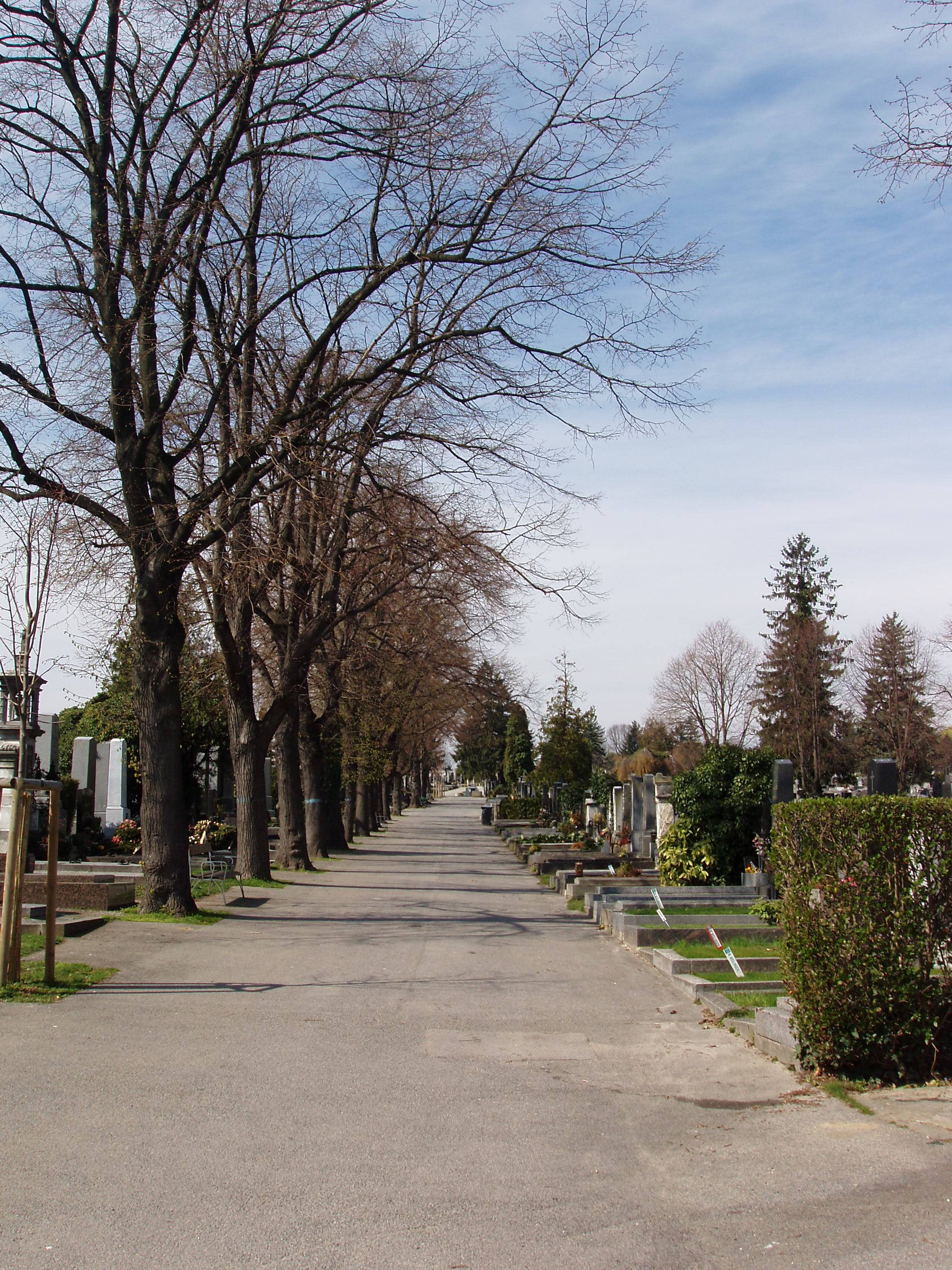
Ottakringer Friedhof
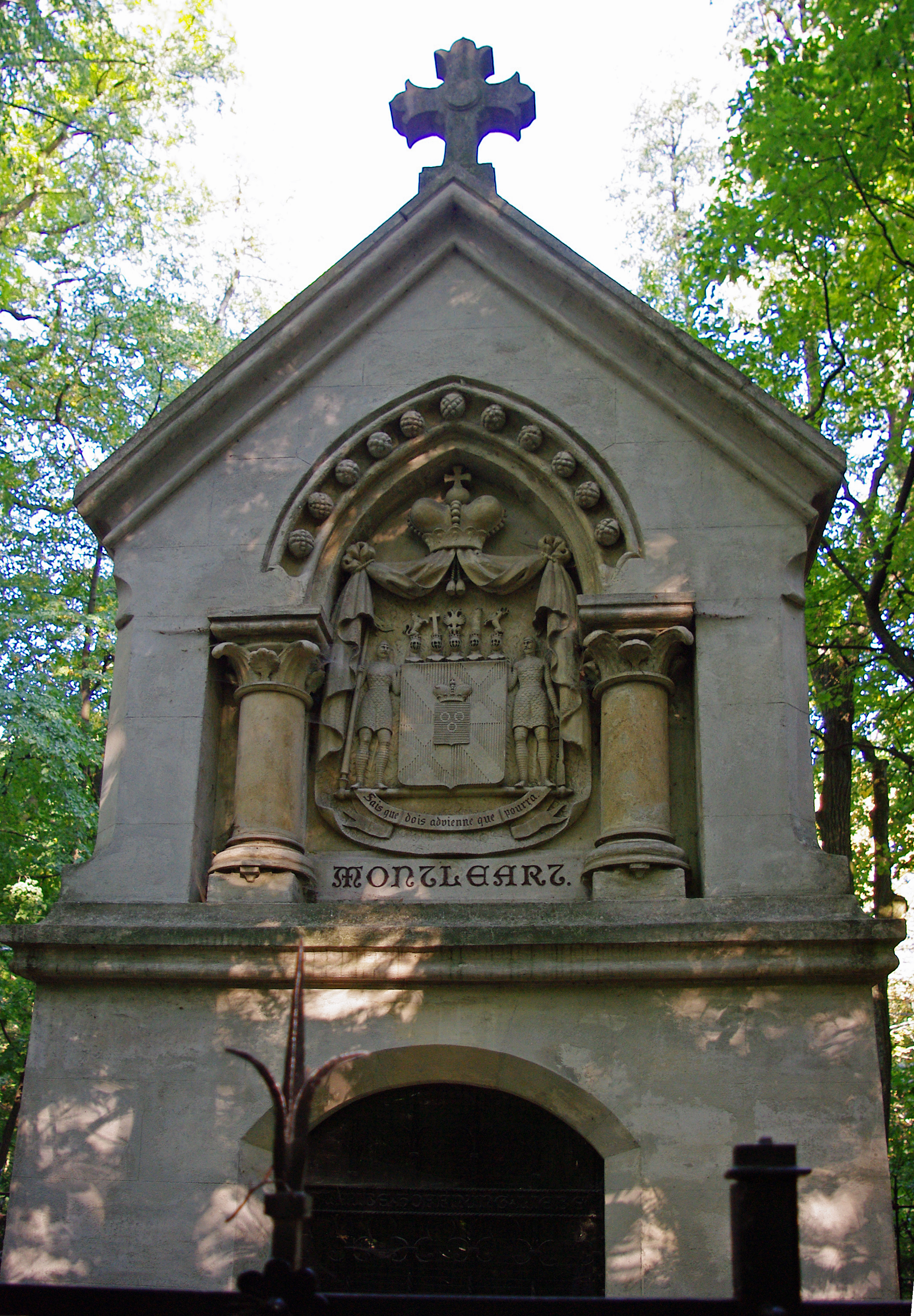
Montléart-Mausoleum
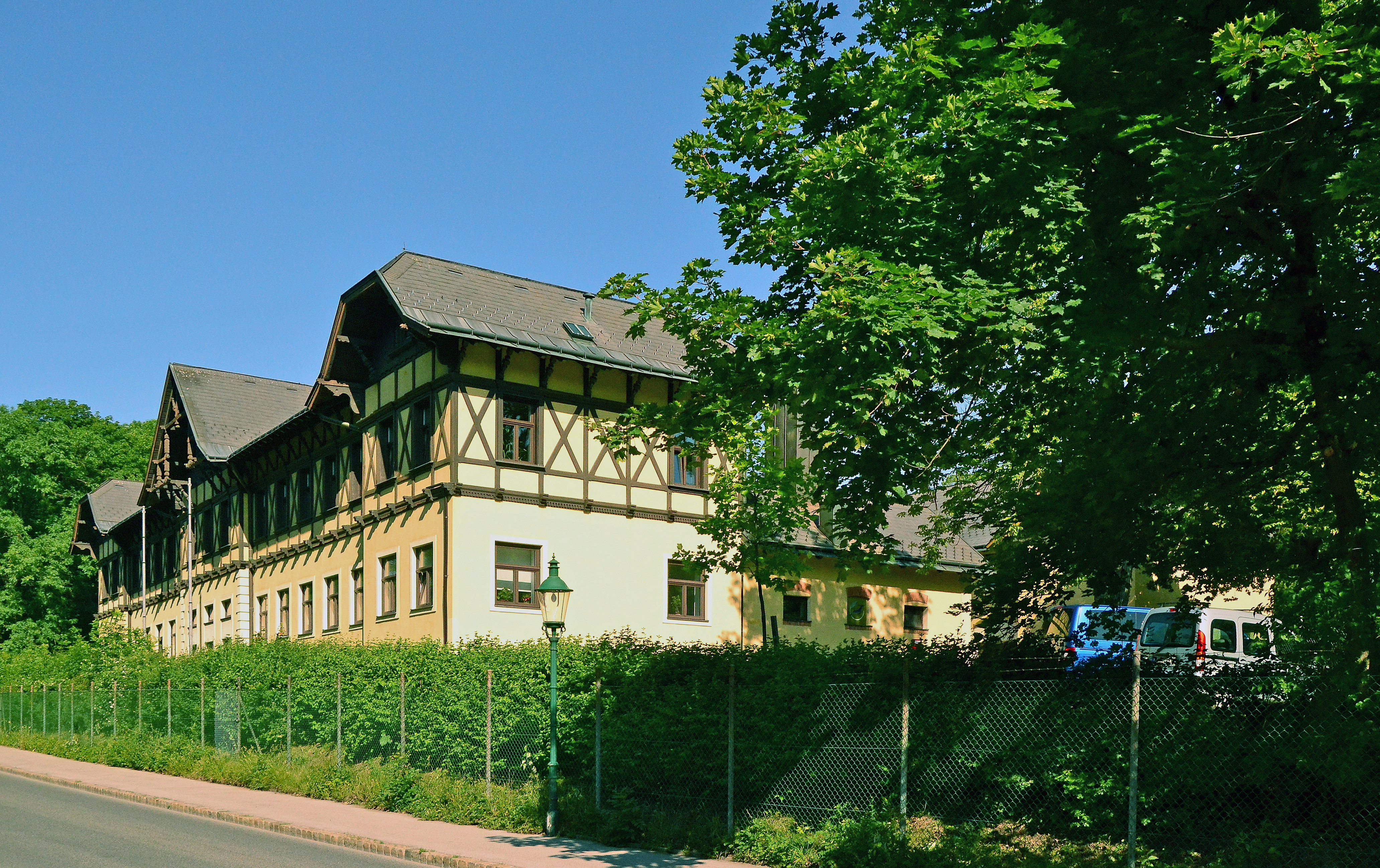
Forschungsinstitut für Wildtierkunde und Ökologie
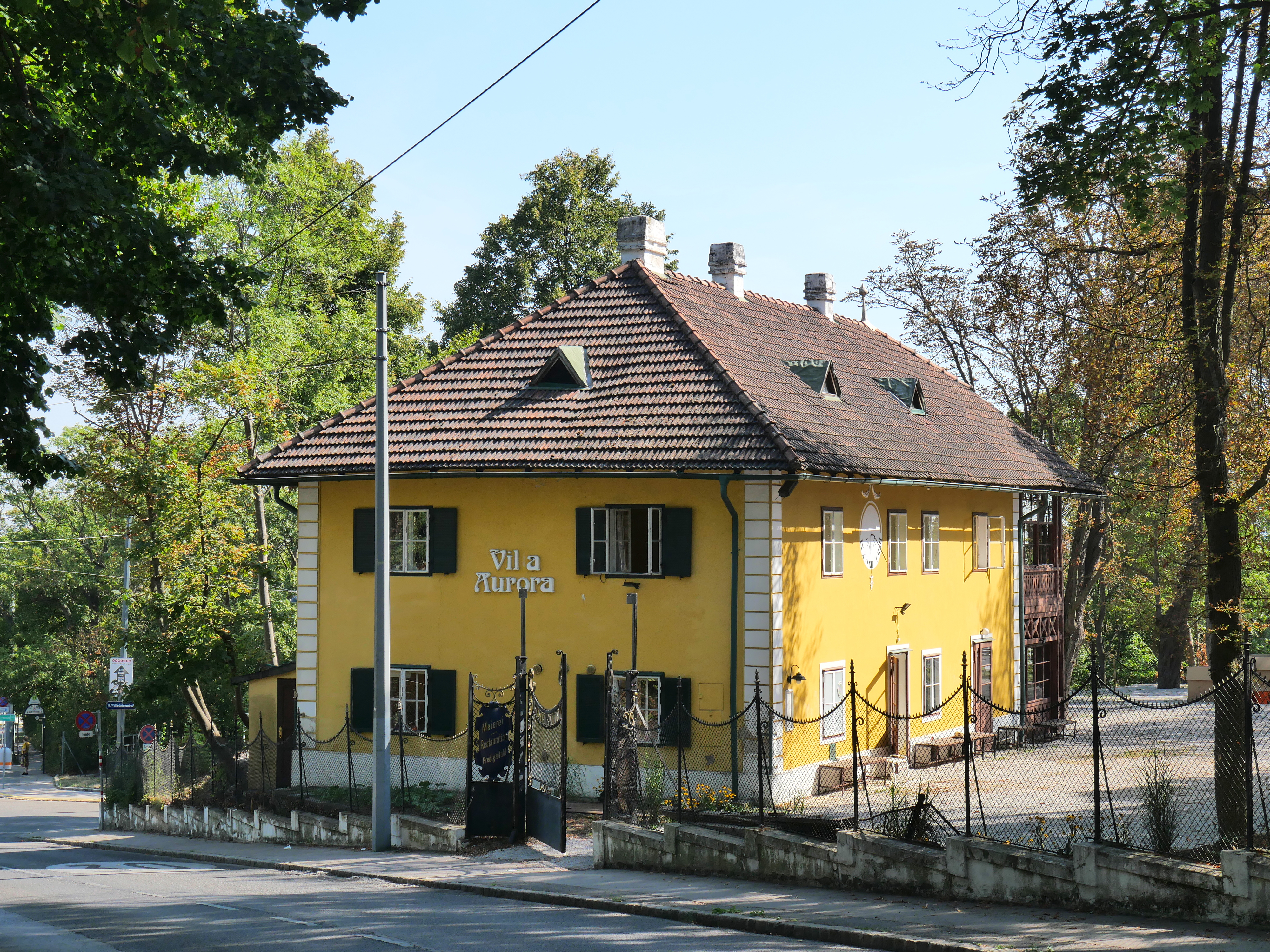
Ausflugsgasthaus „Villa Aurora“